# Listă de regiuni pe Io
Aceasta este o listă de regiuni cu nume de pe satelitul Io al lui Jupiter. Aceste nume au fost aprobate pentru utilizare de către Uniunea Astronomică Internațională. Formele de relief enumerate mai jos reprezintă un subset din totalul regiunilor luminoase cunoscute de pe suprafața lui Io, multe dintre acestea neavând în prezent un nume aprobat oficial. Aceste zone sunt regiuni la scară mare de pe suprafața lui Io care se remarcă prin diferența lor de luminozitate sau culoare față de mediul înconjurător. În cele mai multe cazuri, aceste zone sunt terenuri luminoase, constând din câmpuri de brumă/gheață de dioxid de sulf, ceea ce sugerează că sunt mai reci decât împrejurimile lor. 
Numele regiunilor de pe Io folosesc o combinație a unui nume derivat din locații din mitologia greacă asociate cu nimfa Io sau Infernul lui Dante sau din numele unei forme de relief din apropiere de pe suprafața lui Io și termenul descriptor, regio, latină pentru regiune. Coordonatele, diametrul și sursa numelui de mai jos provin de pe site-ul web al Nomenclaturii Sistemului Solar al IAU. 
Vezi și listă de munți pe Io și listă de forme de relief vulcanice pe Io.

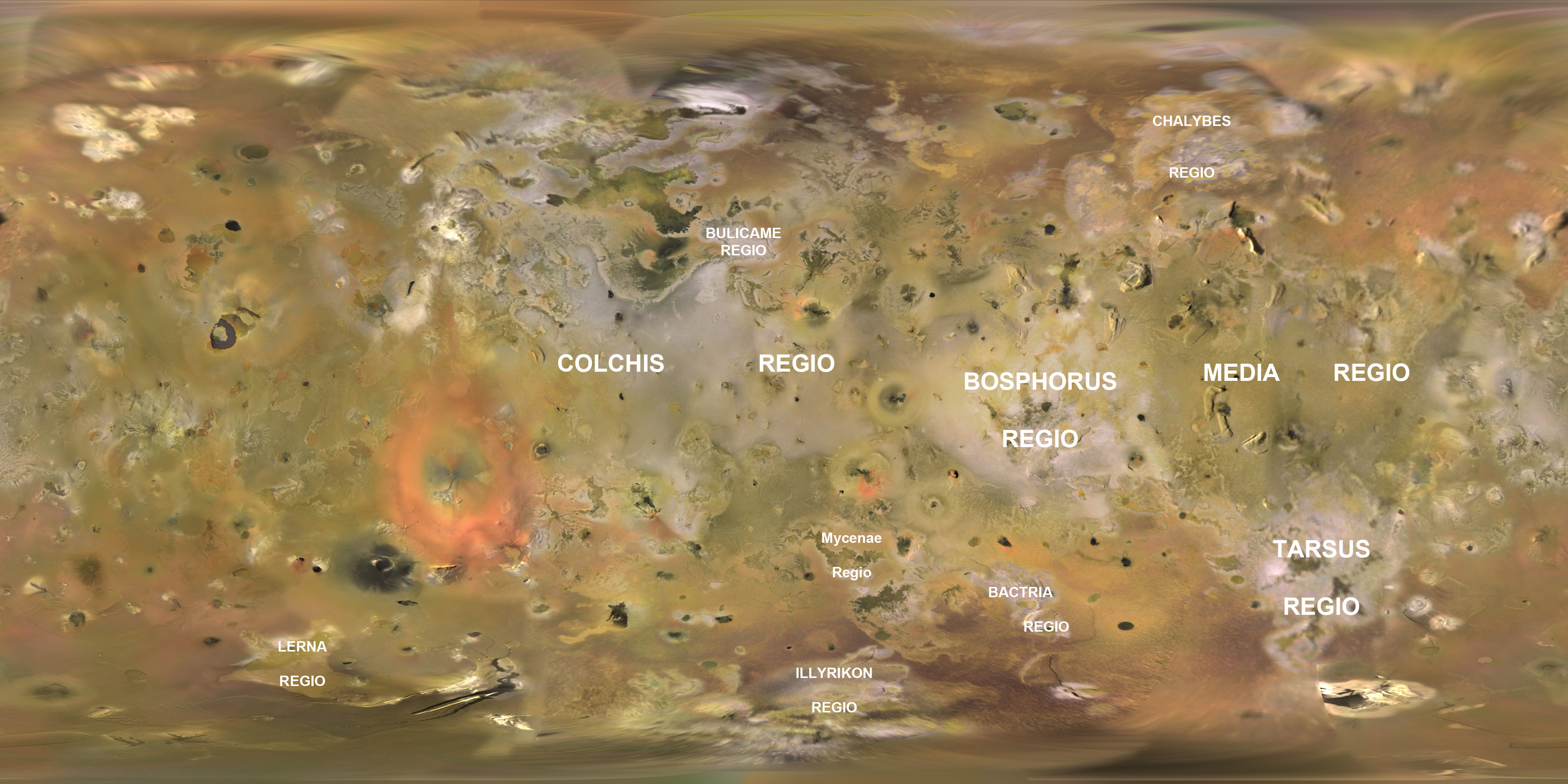
Suprafața lui Io cu regiunile numite etichetate

| Regio           | Engleză pronunție | Numit după                | Coordonate                          | Mărime      |
| --------------- | ----------------- | ------------------------- | ----------------------------------- | ----------- |
| Bactria Regio   | /ˈbæktriə/        | Bactria                   | 47°36′S 123°46′W / 47.6°S 123.77°V  | 665.68 km   |
| Bosphorus Regio | /ˈbɒsfərəs/       | Bosphorus                 | 1°35′S 120°30′W / 1.58°S 120.5°V    | 1,615.15 km |
| Bulicame Regio  |                   | Bulicame (Divina Comedie) | 34°51′N 190°49′W / 34.85°N 190.82°V | 498.0 km    |
| Chalybes Regio  |                   | Chalybes                  | 57°30′N 86°13′W / 57.5°N 86.21°V    | 760.56 km   |
| Colchis Regio   | /ˈkɒlkɪs/         | Colchis                   | 1°38′N 205°01′W / 1.63°N 205.01°V   | 2,373.09 km |
| Illyrikon Regio |                   | Illyria                   | 69°51′S 169°02′W / 69.85°S 169.04°V | 750.0 km    |
| Lerna Regio     |                   | Lerna                     | 62°21′S 291°52′W / 62.35°S 291.86°V | 581.26 km   |
| Media Regio     | /ˈmiːdiə/         | Media                     | 8°39′N 59°26′W / 8.65°N 59.43°V     | 2,654.02 km |
| Mycenae Regio   | /maɪˈsiːniː/      | Mycenae                   | 36°04′S 165°23′W / 36.07°S 165.39°V | 600.16 km   |
| Tarsus Regio    | /ˈtɑrsəs/         | Tarsus                    | 39°41′S 55°08′W / 39.69°S 55.14°V   | 1,520.93 km |

## Alte regiuni pe Io
| Regiune                 | Numită după               | Coordonate                      | Mărime |
| ----------------------- | ------------------------- | ------------------------------- | ------ |
| Regiunea Chaac-Camaxtli | Chaac și Camaxtli paterae | 12°30′N 145°00′W / 12.5°N 145°V |        |